# Marco Borriello
Marco Borriello (ur. 18 czerwca 1982 w Neapolu) – włoski piłkarz występujący na pozycji napastnika we włoskim klubie SPAL. Były reprezentant Włoch.

## Kariera klubowa
Marco Borriello jest wychowankiem Milanu. Do 2001 trenował w młodzieżowym zespole "Rossonerich", a następnie wypożyczany był do innych klubów. Na tej zasadzie zasilił kolejno takie kluby jak Triestina oraz Treviso. W 2002 włoski napastnik powrócił do Milanu. W jego barwach zadebiutował 21 września tego samego roku w wygranym 3:0 spotkaniu Serie A przeciwko Perugii. 29 października Borriello po raz pierwszy wystąpił natomiast w meczu Ligi Mistrzów, kiedy to Milan przegrał na wyjeździe z RC Lens 1:2. W zimowym okienku transferowym Borriello został wypożyczony do Empoli FC, dla którego strzelił swoją pierwszą bramkę w Serie A.
Sezon 2003/2004 Włoch ponownie spędził w Milanie, jednak pełnił tam rolę rezerwowego i wystąpił tylko w 4 spotkaniach. Działacze włoskiego klubu postanowili wypożyczać więc swojego wychowanka do innych drużyn. Borriello przez dwa kolejne sezony występował w 3 klubach – Regginie, Sampdorii oraz Treviso i w każdym z nich miał zapewnione miejsce w podstawowej jedenastce. Latem 2006 Włoch powrócił na San Siro.
21 grudnia tego samego roku po meczu z Romą u piłkarza wykryto obecność środków dopingujących – predinzonu i prednizolu. Borriello został zdyskwalifikowany na 4 miesiące, po odbyciu kary powrócił do Milanu, a 21 czerwca połowę praw do jego karty wykupiła Genoa CFC. W nowym klubie włoski zawodnik imponował skutecznością, a 26 września 2007 strzelił hat-tricka w wygranym 3:2 pojedynku z Udinese Calcio. W rewanżu rozegranym 24 lutego 2008 Borriello ponownie strzelił 3 bramki, a Genoa zwyciężyła 5:3. Włoch sezon 2007/2008 zakończył z 19 trafieniami na koncie i po Alessandro Del Piero oraz Davidzie Trezeguet zajął 3. miejsce w klasyfikacji najlepszych strzelców. Genoa zajęła 10. miejsce w ligowej tabeli.
29 maja 2008 Borriello po raz kolejny powrócił do Milanu. "Rossoneri" zapłacili klubowi z Genui 10 miliona euro oraz oddali im połowę praw do karty zawodniczej Davide Di Gennaro. Borriello po rozegraniu 7 ligowych meczów doznał kontuzji, która wykluczyła go jednak z gry na kilka miesięcy. 31 października Włoch zdobył oba gole w wygranym 2:0 meczu ligowym z Parmą. W sezonie 2008/2009 był rezerwowym, natomiast w kolejnych rozgrywkach, gdy trenerem Milanu był już Leonardo, Borriello stał się podstawowym środkowym napastnikiem w zespole.
31 sierpnia 2010, w ostatni dzień letniego okienka transferowego Borriello został wypożyczony do Romy na jeden sezon z opcją pierwokupu. Wcześniej do Milanu kupiono Zlatana Ibrahimovica, a właśnie 31 sierpnia pozyskano również Robinho. Wcześniej Borriello był bliski odejścia do Juventusu, ale działacze turyńskiej drużyny nie chcieli zgodzić się na transfer definitywny.
1 stycznia 2012, pierwszego dnia okienka transferowego, wpłacjąc milion euro, Juventus F.C. wypożyczył, z opcją pierwokupu za 7,5 miliona euro, Marco Borriello z Romy. W lipcu 2012 roku wrócił do Genoi na zasadzie rocznego wypożyczenia.
Latem 2016 roku został graczem Carpi.

## Kariera reprezentacyjna
Borriello ma za sobą występy w młodzieżowych reprezentacji Włoch. Grał w drużynach do lat 20 oraz 21, dla których łącznie rozegrał 15 spotkań i strzelił 7 goli. W seniorskiej kadrze zadebiutował 6 lutego 2008 w wygranym 3:1 spotkaniu przeciwko Portugalii, kiedy to na ostatnie 20 minut zmienił Lukę Toniego. W tym samym roku Roberto Donadoni powołał go do 23-osobowej kadry na mistrzostwa Europy. Na turnieju tym Włosi dotarli do ćwierćfinału, a sam Borriello nie zagrał w żadnym z czterech meczów.